# Equibreizh
L’Equibreizh est un circuit de randonnée équestre breton, inauguré en 1997. Long de 2 600 km, il comporte notamment deux axes, l'un entre Paimpont et les Montagnes Noires, l'autre entre Saint-Brieuc et Josselin. Chaque année, la fête de l'Equibreizh est organisée dans une commune-étape, avec une thématique.

## Description
Géré par le comité régional de tourisme équestre de Bretagne, l'Equibreizh forme un circuit unique en France. Il traverse toute la région administrative de Bretagne et permet d'en faire le tour à cheval, sur 2 600 km de chemins publics et privés. L'Equibreizh passe par des petites cités de caractère, de hauts lieux et des monuments classés. Il comporte deux axes en diagonale, l'un relie Paimpont aux Montagnes Noires, l'autre Saint-Brieuc à Josselin. Les chemins sont balisés par des carrés orange avec un fer à cheval au centre. Des points halte avec des box ou des prés attenants sont prévus tous les 30 kilomètres. De nombreux outils interactifs existent pour aider les randonneurs à préparer leur trajet,. Celui-ci peut s'effectuer en bord de mer sous certaines conditions. L'Equibreizh est inscrit au plan départemental des itinéraires de promenades et de randonnées.

## Fête de l'Equibreizh
Chaque année, la fête de l'Equibreizh est l'occasion d'un rassemblement des cavaliers randonneurs de Bretagne. Le département organisateur change tous les ans. En 2007, le Morbihan a reçu l'Equibreizh, sur la thématique de l'équitation western avec un concert de musique country à Grand-Champ. En 2009, la randonnée avait pour thématique les légendes arthuriennes en Ille-et-Vilaine, au départ de Saint-Malon-sur-Mel. En 2014, c'est le pays de Morlaix qui a été choisi; en passant par Rosnoën et avec l'aide de l'Association attelages et cavaliers entre terre et mer. Les 5 et 6 juillet 2015, la fête annuelle s'est tenue à Plourhan.